# Estação Cuatro Caminos (Metro de Madrid)
Cuatro Caminos é uma estação da Linha 1, Linha 2 e Linha 6 do Metro de Madrid.

## História
O Metropolitano de Madrid foi inaugurado em 17 de Outubro de 1919, pelo Rei Afonso XIII. A primeira linha com 8 estações cobria o percurso de 3,48 km, entre as estações de Puerta del Sol e Cuatro Caminos. O tempo de viagem entre os extremos era de 10 minutos. O sistema entrou em operação comercial em 31 de outubro.
A estação que atende a linha 2 foi inaugurada em 10 de setembro de 1929 e a linha 6 em 11 de outubro de 1979.

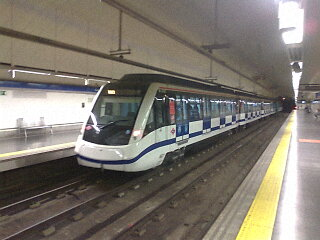
trem Serie8400 na Estação Cuatro Caminos
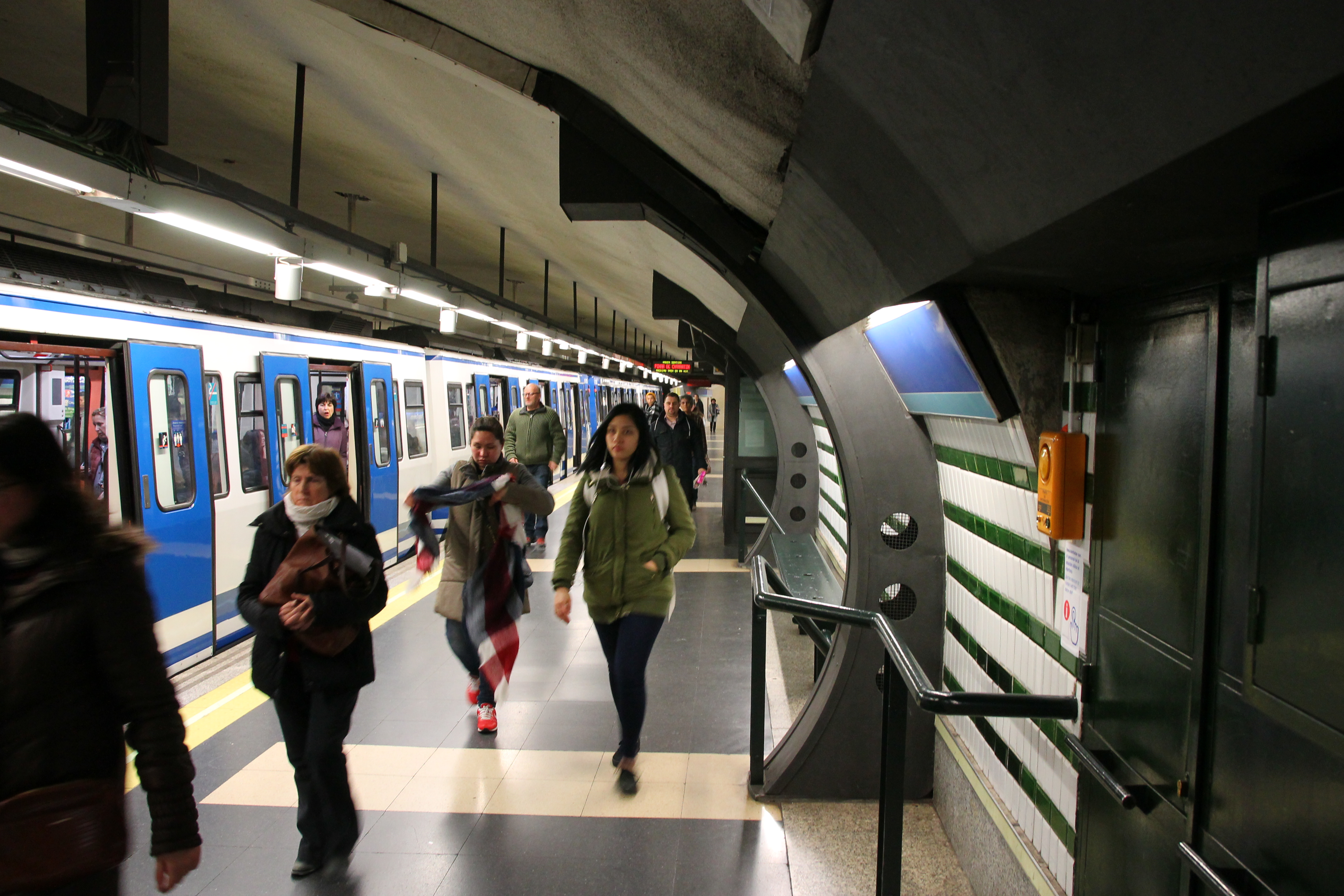
plataforma de embarque
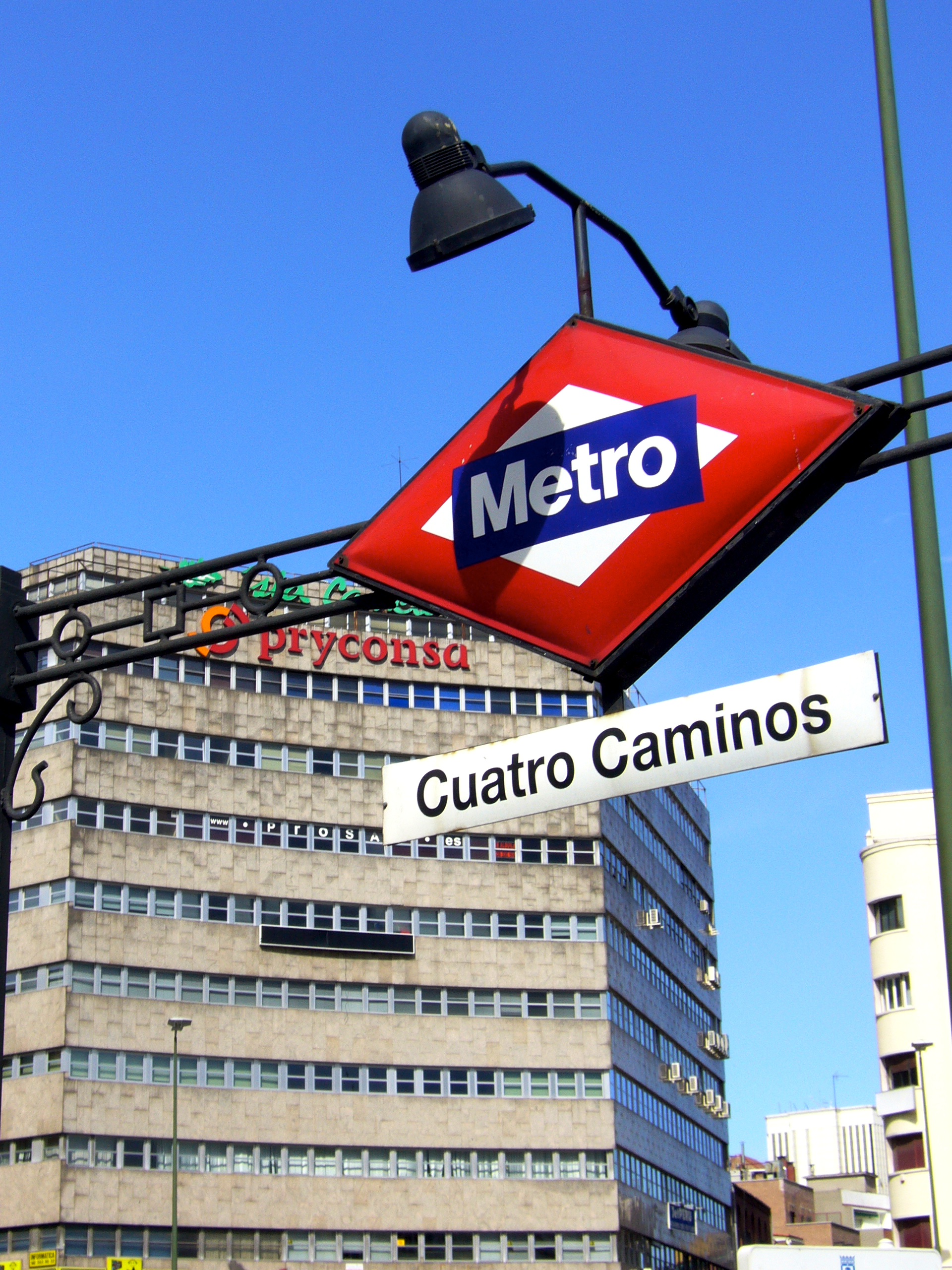
sinal de acesso de uma das entradas da Estação Cuatro Caminos